# Geithain
Geithain je velké okresní město v německé spolkové zemi Sasko. Nachází se v zemském okrese Lipsko a má přibližně 6 800 obyvatel.

## Historie
Lesní lánová ves je poprvé písemně zmíněna roku 1186 jako in villa superiori Chiten. Roku 1416 je Geythin uváděn jako město. Mezi lety 1952 a 1994 bylo město sídlem stejnojmenného okresu. Od 1. ledna 2020 má status velké okresní město.

## Přírodní poměry
Geithain leží přibližně 30 kilometrů severozápadně od Chemnitzu a asi 35 kilometrů jihovýchodně od Lipska. Reliéf je málo členitý a převážně zemědělská krajina má velmi málo lesních ploch. Hlavním vodním tokem je Eula. Územím města prochází dálnice A72 a železniční trati Lipsko–Chemnitz a také Lipsko–Geithain, které se střetávají v nádraží Geithain.

## Správní členění
Geithain se dělí na 9 místních částí:
- Geithain
- Narsdorf
- Nauenhain
- Niedergräfenhain
- Ossa
- Rathendorf
- Syhra
- Theusdorf
- Wickershain

## Pamětihodnosti
- evangelický městský kostel svatého Mikuláše
- evangelický kostel Panny Marie v místní části Wickershain
- radnice
- kamenný železniční viadukt